# Pribiloföarna

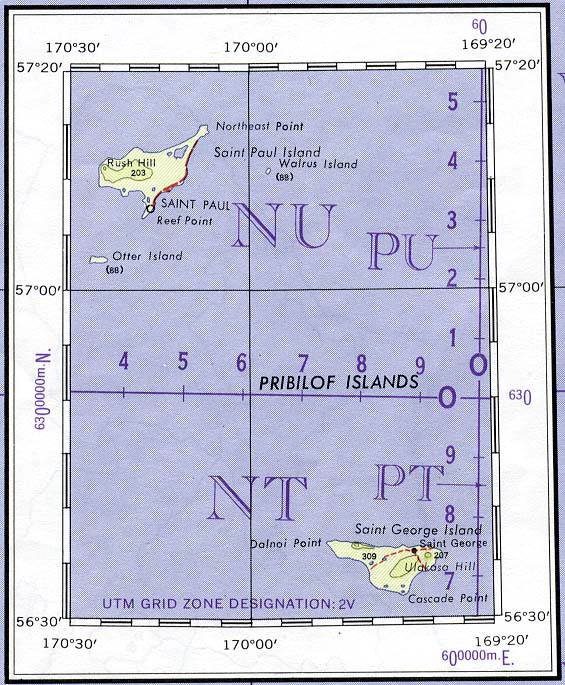
Karta över ögruppen.

Pribiloföarna (engelska: Pribilof Islands) är en ögrupp i Berings hav i norra Stilla havet som tillhör Alaska (USA). Den ligger cirka 500 kilometer väster om fastlandet och har en landyta på 160 km². Ögruppen består av öarna Saint Paul och Saint George samt några mindre öar. Merparten av världens bestånd av nordlig pälssäl samlas på öarna under sommarhalvåret.
På ögruppen bor cirka 600 människor, varav majoriteten är aleuter, de flesta i orterna St. George  och Saint Paul som ligger på varsin ö. Ögruppen upptäcktes 1767 av Joan Synd. År 1788 gick Gavriil Pribilof i land och fann ett stort antal pälssälar som gjorde ögruppen känd.
1867 köpte USA Pribiloföarna från Ryssland tillsammans med Alaska. Det amerikanska bolaget North American Commercial Company slaktade därefter systematiskt tusentals sälar så att den nordliga pälssälen nästan var utdöd i början av 1900-talet. Framgångsrika skyddsåtgärder genomfördes först 1966 och idag är det bara tillåtet för aleuter och inuiter att jaga pälssälar.
De klippiga öarna är också kända för ett stort antal fåglar. Tills vidare känner man till 120 fågelarter på ögruppen och varje år kommer cirka 2 miljoner havsfåglar dit för att häcka.